# Breaking Point (powieść)
Breaking Point to powieść Pamely Clare z 2011 roku.

## Opis fabuły
Badając granice bezsensownej przemocy w Meksyku, dziennikarka Natalie Benoit zostaje wciągnięta w zasadzkę i trafia do niewoli w obozie lokalnych przemytników narkotykowych. W obozie Natalie poznaje Zacha McBride, amerykańskiego żołnierza, który zdradzony przez swoje dowództwo w walce z kartelem narkotykowym, również został schwytany przez przestępców. Zach, zamieszany w porachunki mafiosów, torturowany jest dla informacji przez blisko tydzień. Odmawia współpracy z Meksykanami do momentu, w którym nie ulega szantażowi − jeśli nie odpowie na pytania przesłuchujących go przestępców, Natalie również będzie torturowana. Między Zachiem i Natalie nawiązuje się więź, wkrótce obojgu udaje się uciec. Jednak nie jest to koniec ich problemów.